# Felipe Santiago Pérez
 Felipe Santiago Pérez (San Miguel de Tucumán, 1 de mayo de 1889 – Mar del Plata, provincia de Buenos Aires, 25 de enero de 1980 fue un Ministro de la Corte Suprema de Justicia de Argentina.

## Actividad política y docente
Estudió  en la Facultad de Derecho de la Universidad de Buenos Aires, donde se recibió de abogado en 1913, con un estudio sobre el Sweating system.
Realizó estudios en universidades de Londres y París. En la provincia de Tucumán fue elegido senador provincial entre 1918 y 1922 y diputado nacional en 1930. También fue nombrado.siempre en Tucumán-  fiscal de gobierno y director del Banco Comercial de esa provincia.
En forma paralela fue profesor de Derecho Internacional Privado en la Universidad Nacional de Tucumán, dirigió el Instituto de Investigaciones Económicas, integró el Consejo Superior de esa Universidad y fue nombrado su rector.
También trabajó como abogado de los Ferrocarriles del Estado y del Banco Hipotecario Nacional. Ya en el poder el gobierno de facto surgido del golpe de Estado de 1943 fue designado interventor en la Universidad Nacional de Córdoba.
Fue convencional por Tucumán para la Convención Constituyente que se reunió en enero de 1949 y reformó la Constitución Nacional. En 1954 fue nombrado interventor del Poder Judicial de Córdoba realizando una discutida gestión.

## Actuación en la Corte Suprema de Justicia
El presidente Perón por decreto Nº 21839 del 26 de julio de 1947 lo designó juez de la Corte Suprema de Justicia y juró el 1 de agosto con los demás jueces y el procurador general de la Nación  Carlos Gabriel Delfino.
Elegido presidente de la Corte el 21 de marzo de 1949, en reemplazo de Tomás Darío Casares, renunció el 3 de octubre del mismo año alegando un viaje al extranjero.

## Algunas resoluciones de la Corte que integró
La Corte en el caso “José Bassi” declaró que los decretos del Poder Ejecutivo podían establecer jurisdicción militar especial para juzgar a civiles, si bien limitada al conocimiento de delitos y faltas vinculados con el servicio. Cuando se declaró el estado de guerra interno el 28 de septiembre de 1951 por un decreto convalidado luego por la ley 14.062, la mayoría de los jueces de la Corte entendieron que la declaración del estado de guerra, aún en el orden interno, era acto político y privativo de los poderes políticos y declararon la constitucionalidad de la ley. Posteriormente, al rechazar el recurso de habeas corpus por un detenido resolvieron que sólo podía intervenir la justicia para juzgar las formas, condiciones y extensión en la aplicación del estado de guerra interna y el estado de sitio a los casos particulares. En sentido concordante, rechazó los habeas corpus fundados en la inconstitucionalidad de la ley 14.062.
La Corte dictó una serie de acordadas destinadas a demostrar su lealtad hacia el presidente y su esposa. Por Acuerdo del 26 de junio de 1952, se le dio el nombre de Eva Perón a la Biblioteca de la Corte; por Acuerdo del 17 de julio de 1952, se adhirió a la Comisión Nacional Pro Monumento a Eva Perón, que todavía no había fallecido; por Acuerdo del 15 de abril del mismo año, la Corte se adhirió al acto de homenaje al presidente Perón por su acción de gobierno y declaró asueto para la concurrencia al acto público. Ninguno de estos acuerdos fue firmado por el juez Tomás Darío Casares.
En el caso de un juez que reclamó amparo por considerar violada la garantía constitucional de inamovilidad al ser trasladado por decreto del Poder Ejecutivo del 21 de noviembre de 1952, la Corte declaró que no tenía competencia en ejercicio de la superintendencia sobre los jueces de la justicia nacional que le otorgaba el art. 94 del nuevo texto constitucional aprobado en 1949, para decidir sobre la constitucionalidad de los actos emanados de los otros poderes. El juez Casares votó  en disidencia manteniendo el criterio  que había expresado en casos similares en 1945.
La Corte con los votos de Valenzuela, Longhi y Pessagno –con la disidencia de Casares- confirmó la sanción disciplinaria a dos Secretarios federales de Córdoba aplicadas por “exhibir distintivos que los individualizaban como afiliados a congregaciones o asociaciones católicas” .
Luego de ser derrocado Perón, fue separado del cargo por el gobierno de facto emergente del golpe de Estado por decreto Nº 318 del 4 de octubre de 1955.
Compartió La Corte Suprema en distintos momentos con Justo Lucas Álvarez Rodríguez, Tomás Darío Casares, Luis Ricardo Longhi, Atilio Pessagno y Rodolfo Guillermo Valenzuela.

## Obras jurídicas
Escribió varias obras jurídicas, entre las que se cuentan: La economía nueva y la crisis del liberalismo (1937), Facultades impositivas de las provincias y municipalidades, Concesiones de servicios públicos, Bancos y moneda en la Argentina (1938) y Devolución de impuestos (1938).
También compiló en 15 tomos un extenso Tratado sobre la jurisprudencia de la Corte Suprema de la Nación y su estudio Influencia de los fallos de la Corte Suprema de Justicia de la Nación en la vida económica, social y política de la Nación (1941), obtuvo el premio de la Institución Mitre.
Falleció en  Mar del Plata el 25 de enero de 1980.